# Saboteur sans gloire
Pour plus de détails, voir Fiche technique et Distribution.
Saboteur sans gloire (titre original : Uncertain Glory) est un film américain réalisé par Raoul Walsh, sorti en 1944.

## Synopsis
En 1943, le criminel Jean Picard est sur le point d'être exécuté lorsque la prison est bombardée. Il réussit à s'évader mais est arrêté près de la frontière espagnole par l'inspecteur Marcel Bonet. Le train qui les ramène à Paris se retrouve bloqué à la suite du sabotage d'un pont. En réponse, les Allemands arrêtent une centaine d’otages qu'ils menacent d'exécuter si le saboteur ne se dénonce pas. Y voyant un moyen de s'échapper, Picard suggère que, comme il est condamné à mort de toute façon, il pourrait se dénoncer et ainsi mourir pour une bonne cause. Bonet finit par accepter. Mme Maret, une commerçante dont le fils fait partie des otages, pousse sa vendeuse, Marianne, de flirter avec Picard, pour qu'il reste au village et qu'il soit dénoncé comme étant le saboteur.
Finalement, au lieu de s'évader, Picard se dénoncera réellement à la Gestapo.

## Fiche technique
- Titre français : Saboteur sans gloire
- Titre original : Uncertain Glory[2]
- Réalisation : Raoul Walsh
- Scénario : László Vadnay (en), Max Brand[3]
- Direction artistique : Robert Haas
- Décors : Walter Tilford
- Photographie : Sidney Hickox[4]
- Son : Oliver S. Garretson
- Montage : George Amy
- Musique : Adolph Deutsch[5]
- Production : Robert Buckner
- Production exécutive : Jack L. Warner
- Société de production : Warner Bros. Pictures
- Société de distribution : Warner Bros. Pictures
- Pays d'origine :  États-Unis
- Langue originale : anglais, allemand
- Format : Noir et blanc — 35 mm - 1,37:1 - Mono (RCA Sound System)
- Genre : Film de guerre
- Durée : 102 minutes[6]
- Dates de sortie : 
  - États-Unis :  semaine du 7 avril 1944 (première à New York)
  - France : 26 janvier 1951 (quatre salles à Paris : Français, Triomphe, Eldorado et Lynx)[7]
- Affiche : Jacques Bonneaud (France)

## Distribution
- Errol Flynn : Jean Picard[8]
- Paul Lukas : Inspecteur Marcel Bonet
- Lucile Watson : Mme Maret
- Faye Emerson : Louise
- Douglass Dumbrille : Commissaire LaFarge
- Dennis Hoey : Père Le Clerc
- Odette Myrtil : Mme Bonet
- Francis Pierlot : Père La Borde
- Jean Sullivan : Marianne
- Sheldon Leonard : Henri Duval

Acteurs non crédités
- Jean Del Val : Geôlier
- Mary Servoss : la femme de Drover
- Armand Cortes : le détective

## Analyse
Dans son autobiographie, Errol Flynn revient sur le simple fait qu'« il fallait vivre, faire des films : Sabotage à Berlin, Du sang sur la neige, Saboteur sans gloire, San Antonio, Ne dites jamais adieu, Tu ne m'échapperas pas, Le Loup des sept collines. Ma carrière se poursuivait avec des scénarios plus ou moins bons. La plupart du temps, je tournais sans passion, je n'étais pas content de ce que je faisais ».
Dans ce film introspectif et « méconnu », « certainement le plus étrange » du tandem Walsh-Flynn, « les relations entre le criminel et le policier font le plus grand intérêt du film. Leur évolution, la manière d'amitié qui va naître, la scène finale où par ses suggestions le policier va au-devant de ce qui se trame déjà dans l'esprit de Picard, sont très justement filmées. Walsh retrouve une veine venue directement du film noir social. La remarquable photo de Hickox donne un indispensable complément de finesse où les demi-teintes, les clairs-obscurs, semblent être la matière même du film, images et, presque, spiritualité ».

#### Ouvrages généraux
- Gérard Devillers et Marceau Devillers, Anthologie du Cinéma, tome V : Errol Flynn, Paris, L'Avant-scène Cinéma, 1970, p. 337-392.

#### Monographies
- Errol Flynn (trad. France-Marie Watkins et Solange Metzger), Mes 400 coups, Paris, Olivier Orban, coll. « Ramsay Poche Cinéma » (no 52), 1977 (1re éd. 1959), 354 p. (ISBN 2-85956-655-4 et 978-2-8595-6655-5).
- Pierre Giuliani, Raoul Walsh, Paris, Edilig, coll. « Filmo-14 », 1986, 168 p. (ISBN 2-85601-137-3 et 978-2-8560-1137-9).
- Michel Marmin, Raoul Walsh : L'Amérique perdue, Paris, Dualpha, 2003 (1re éd. 1970), 255 p. (ISBN 2-912476-91-7), p. 53-55.
- (en) Tony Thomas, Rudy Behlmer et Clifford McCarty, The Films of Errol Flynn, Secaucus, New Jersey, The Citadel Press, 1969, 221 p. (ISBN 0-8065-0237-1), p. 134-136.